# Hans Leo Hassler
Hans Leo Hassler (pokřtěn 26. října 1564 Norimberk – 8. června 1612 Frankfurt nad Mohanem) byl německý protestantský skladatel a varhaník na rozhraní pozdní renesance a raného baroka. Je nejznámějším ze tří bratrů: starším bratrem byl norimberský varhaník Kašpar Hassler, mladším pak skladatel Jakob Hassler. Narodil se v Norimberku a zemřel ve Frankfurtu nad Mohanem.

## Život
Hans Leo Hassler, pokřtěn v Norimberku 26. října 1564, byl synem brusiče drahých kamenů a varhaníka Isaaka Hasslera, narozeného v Jáchymově asi v roce 1530. Otec byl i jeho prvním učitelem. V roce 1584 byl Hans Leo Hassler prvním z mnoha dalších německých skladatelů, který odešel do Itálie, aby zde pokračoval ve studiu hudby. Přišel do Benátek v době rozkvětu Benátské hudební školy, jejíž skladatelé pěstovali vícesborová díla. Vliv této školy se šířil už i do Německa. Hassler byl s tímto slohem částečně obeznámen prostřednictvím svého německého učitele Leonharda Lechnera. V Benátkách se Hassler spřátelil s Giovanni Gabrielim a spolu studovali u Andrea Gabrieliho, Giovanniho strýce skladbu a hru na varhany. Po smrti Andrea Gabrieliho se v roce 1585 vrátil Hassler zpět do Německa. Jako varhaník Octaviana II. Fuggera působil přes 15 let v Augsburgu. Zde se stal slavným jako skladatel a varhaník navzdory tomu, že jako protestant působil převážně v katolickém okolí.
Hassler nebyl jen varhaník, rozuměl i stavbě varhan. Tak byl např. pozván v roce 1596 spolu s 53 dalšími varhaníky, aby posoudil nový nástroj s 59 rejstříky v Schlosskirche v Groningen. I později byl často zván k posuzování nových varhan. Jeho technické nadání ho přimělo i k další činnosti – výrobě mechanických hracích strojků – varhan. Jedny mechanické varhany s hodinovým strojem prodal i císaři Rudolfu II., který také bratry Hasslerovy, Hanse, Jacoba a Casspara, povýšil roku 1595 do šlechtického stavu a později jim udělil přídomek von Roseneck.
V roce 1602 se Hans Leo Hassler vrátil do svého rodného města, Norimberku, tentokrát jako kapelník, ředitel městské hudby a dvorní služebník na císařském dvoře Rudolfa II. V roce 1604 si vzal roční dovolenou, aby se oženil s Cordulou Clausovou, dcerou obchodníka z Ulmu, kde také nějaký čas působil. O čtyři roky později se přestěhoval do Drážďan, kde působil jako varhaník a kapelník na saském dvoře. V té době se u něho již začala rozvíjet vážná choroba, tuberkulóza, na kterou i zemřel v červnu 1612 na cestě do Frankfurtu nad Mohanem, kde se měl se saským dvorem zúčastnit korunovace císaře Matyáše. V jeho skladatelském i varhaním díle dále pokračovali Michael Praetorius a Heinrich Schütz.

## Hudba a styl
Hassler byl jeden z prvních skladatelů, kteří přinesli inovace benátského stylu na sever od Alp. Svými písněmi přinesl do Německa villanelly, canzonetty a taneční písně Gastoldiho a Vecchiho. Byl prvním z velkých skladatelů, který podnikl italskou cestu a přinesl do německé hudby prvky italské a také zavedl trend dokončování hudebních studií v Itálii. Hudebníci nizozemské školy jako Orlando di Lasso působili v Německu už léta a představovali tedy starší školu (prima prattica), plně rozvinutý jemný sloh renesanční polyfonie. V Itálii se vynořily nové prvky ve skladbě, které později vytvořily barokní sloh. Skladatelé jako Hassler a později Schütz provozovali concertato styl - střídání více sborů, vnesli citovou vřelost italských Benátek do přísné německé hudby a vytvořili tak první kroky k baroknímu slohu mimo Itálii.
Ačkoli Hassler byl protestant, napsal mnoho mší, dohlížel a zodpovídal jako ředitel za hudbu v katolických chrámech. Když byl ve službách Octaviana Fuggera, dedikoval mu dvě sbírky, Cantiones sacrae a knihu mší pro 4-8 hlasů. Díky tomu, že dostával objednávky od svých katolických zaměstnavatelů, ačkoli on sám byl protestant, jeho skladby jsou dovednou směsicí těchto dvou náboženských stylů, takže jeho skladby mohly být provozovány jak v katolických tak i luterských kostelích. Během pobytu v Augsburku Hassler kromě zhudebnění mší a žalmů vydal sbírky madrigalů, canconet a písní. Pouze dvě díla byla určena speciálně pro luterskou církev. Později v Norimberku složil na zakázku města roku 1608 Psalmen simpliciter, a pro saský dvůr komponoval Psalmen und christliche Gesänge mit vier Stimmen auf die Melodeien fugweis komponiert.